# HD 175740
HD 175740，又名BD+41 3177，SAO 47909、HR 7146，是一颗恒星，视星等为5.44，位于銀經71.49，銀緯17.03，其B1900.0坐标为赤經18h 51m 40s，赤緯+41° 17.03′ 28″。